# Serixia spinipennis
Serixia spinipennis là một loài bọ cánh cứng trong họ Cerambycidae.